# Arkane Studios
Arkane Studios è un'azienda francese dedita allo sviluppo di videogiochi con sede nella città di Lione, fondata nel 2000 da Raphaël Colantonio; dal 2020 fa parte del gruppo Xbox Game Studios di Microsoft.

## Storia
Arkane Studios è stata fondata nel 2000 da Raphaël Colantonio; il primo videogioco sviluppato è stato Arx Fatalis nel 2002.
Nel 2020 l'azienda è stata acquisita da Microsoft per 7,5 miliardi di dollari ed è entrata a far parte del gruppo Xbox Game Studios.

## Videogiochi
| Anno | Titolo                          | Piattaforme                             | Editore  |
| ---- | ------------------------------- | --------------------------------------- | -------- |
| 2002 | Arx Fatalis                     | Xbox, Windows                           | JoWooD   |
| 2006 | Dark Messiah of Might and Magic | Xbox 360, Windows                       | Ubisoft  |
| 2009 | Karma Star                      | Android, iOS                            | Majesco  |
| 2012 | Dishonored                      | Xbox 360, PlayStation 3, Windows        | Bethesda |
| 2016 | Dishonored 2                    | Xbox One, PlayStation 4, Windows        | Bethesda |
| 2017 | Prey                            | Xbox One, PlayStation 4, Windows        | Bethesda |
| 2021 | Deathloop                       | Xbox Series X/S, PlayStation 5, Windows | Bethesda |
| 2023 | Redfall                         | Xbox Series X/S, Windows                | Bethesda |